# فرودگاه بوما
فرودگاه بوما (به انگلیسی: Boma Airport) یک فرودگاه همگانی با کد یاتا BOA است . این فرودگاه در شهر بوما کشور جمهوری دموکراتیک کنگو قرار دارد و در ارتفاع ۸ متری از سطح دریا واقع شده‌است.